# 藤原信通
藤原 信通（ふじわら の のぶみち）は、平安時代後期の公卿。藤原北家中御門流、権大納言・藤原宗通の長男。官位は従三位・参議、左近衛中将。

## 経歴
康和2年（1100年）10歳にして従五位下に叙爵。康和4年（1102年）正月に侍従に任ぜられ、昇殿を聴される。同年2月、さらに白河院昇殿を聴され、6月には院別当に補任された。同年7月には院の御給で従五位上に叙せられ、康和5年（1103年）白河院の孫にあたる皇太子宗仁親王（後の鳥羽天皇）家の昇殿を聴されるなど、白河院に接近した。康和6年（1104年）院別当として正五位下に進み、右近衛少将に任官。長治2年（1105年）にはさらに院の御給で従四位下に叙せられ、伊予権介を兼ねた。
嘉承2年（1107年）従四位上に昇叙。天仁元年（1108年）従四位上・左近衛中将に叙任され、天仁2年（1109年）には美作介を兼任。永久2年（1114年）、さらに周防介を兼ねて禁色を聴される。永久3年（1115年）蔵人頭に補任され、同年中に参議に任ぜられて公卿に列す。永久4年（1116年）美作権守を兼ねて、永久5年（1117年）に従三位に叙せられた。
しかし、保安元年（1120年）10月21日、30歳の若さで薨去。最終官位は従三位参議左近衛中将。同年7月に父・宗通が薨去して喪中にあったが、喪が明ける前に信通も薨去し、父子で公卿の者が同年中に薨逝することは例がなかったという。藤原宗忠は琵琶や笛に長じ、家風を伝えたと評しており、宗忠も親類の縁で催馬楽を伝えている。10月27日、鳥部野に葬送。

## 官歴
※以下、註釈の無いものは『公卿補任』の記載に従う。
- 承徳2年（1198年）10月20日：著袴す[2]。
- 康和2年（1100年）正月5日：従五位下に叙す。
- 康和4年（1102年）
  - 正月23日：侍従に任ず。
  - 正月27日：昇殿を聴す[3]。
  - 2月24日：白河院昇殿を聴さる[4]。
  - 6月2日：白河院別当に補す[5]。
  - 7月21日：従五位上に叙す（院御給）。
- 康和5年（1103年）8月17日：宗仁親王家昇殿を聴す[6]。
- 康和6年（1104年）正月3日：正五位下に叙す（行幸院賞。院司）。正月28日：右近衛少将に任ず。
- 長治2年（1105年）正月27日：伊予権介を兼ぬ。4月10日：従四位下に叙す（院去年御給）。
- 嘉承2年（1107年）正月5日：従四位上に叙す（閑院行幸賞）。
- 天仁元年（1108年）
  - 10月14日：左近衛中将に遷る。
  - 12月20日（1109年1月22日）：正四位下に叙す（行幸院賞。別当）。
- 天仁2年（1109年）正月23日：美作介を兼ぬ。
- 永久2年（1114年）正月22日：周防介を兼ぬ。4月15日：禁色を聴さる。
- 永久3年（1115年）
  - 4月28日：蔵人頭に補す。時に左近衛中将。
  - 8月13日：参議に任ず。元蔵人頭。
- 永久4年（1116年）正月30日：美作権守を兼ぬ。
- 永久5年（1117年）11月15日：従三位に叙す（遷御三条皇后家賞）。
- 保安元年（1120年）10月21日：薨去。享年30。

## 系譜
- 父：藤原宗通
- 母：藤原顕季の娘
- 妻：藤原基隆の娘
  - 男子：藤原行通（?-1180）
  - 男子：藤原信経
- 生母不明の子女
  - 女子：藤原公隆室
  - 女子：藤原光隆室